# Палеозоологічний музей Китаю
Палеозоологічний музей Китаю (кит.: 中国古动物馆) — палеонтологічний музей в Пекіні, КНР. В будівлі музею розташований також Інститут палеонтології хребетних і палеоантропології Китайської академії наук, в якому працюють багато відомих вчених, зокрема Сюй Сін. В музеї є виставкові зали з експонатами, що призначені для демонстрації відвідувачам, а решта будівлі використовується для дослідницьких цілей.

## Будівля
Головна будівля має три поверхи. На першому представлені скам'янілості риб і земноводних, а також багато мезозойських рептилій, на другому представлені рептилії і птахи. а на третьому — ссавці. Багато з видів, представлений в експозиції, відомі лише за скам'янілостями, знайденими на території Китаю (наприклад, Sinokannemeyeria). В музеї також представлені кілька видів, що можуть бути еволюційними предками птахів, зокрема голотипи конфуціусорніса і мікрораптора, знайдених під час експедиції в Ляонін. В бічній галереї розміщена експозиція, присвячена походженню людини. Вона включає інформацію про синантропа — підвиду Homo erectus, що був знайдений в Чжоукоудяні під час розкопок в 1923-1927 роках. Також в експозиції представленні кам'яні знаряддя, виготовлені первісними людьми і черепи інших гомінідів, що колись мешкали в Китаї. В іншій бічній галереї розміщуються тимчасові виставки.

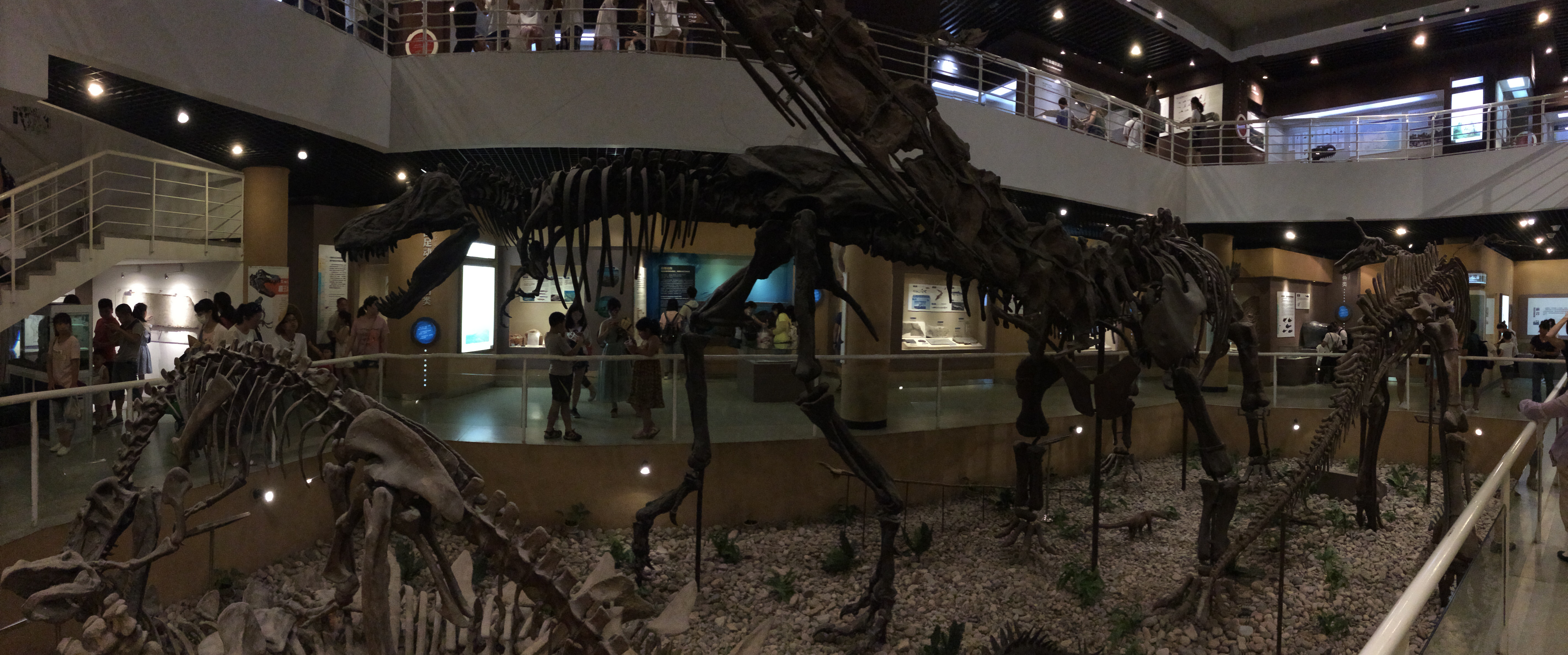
Панорама першого поверху

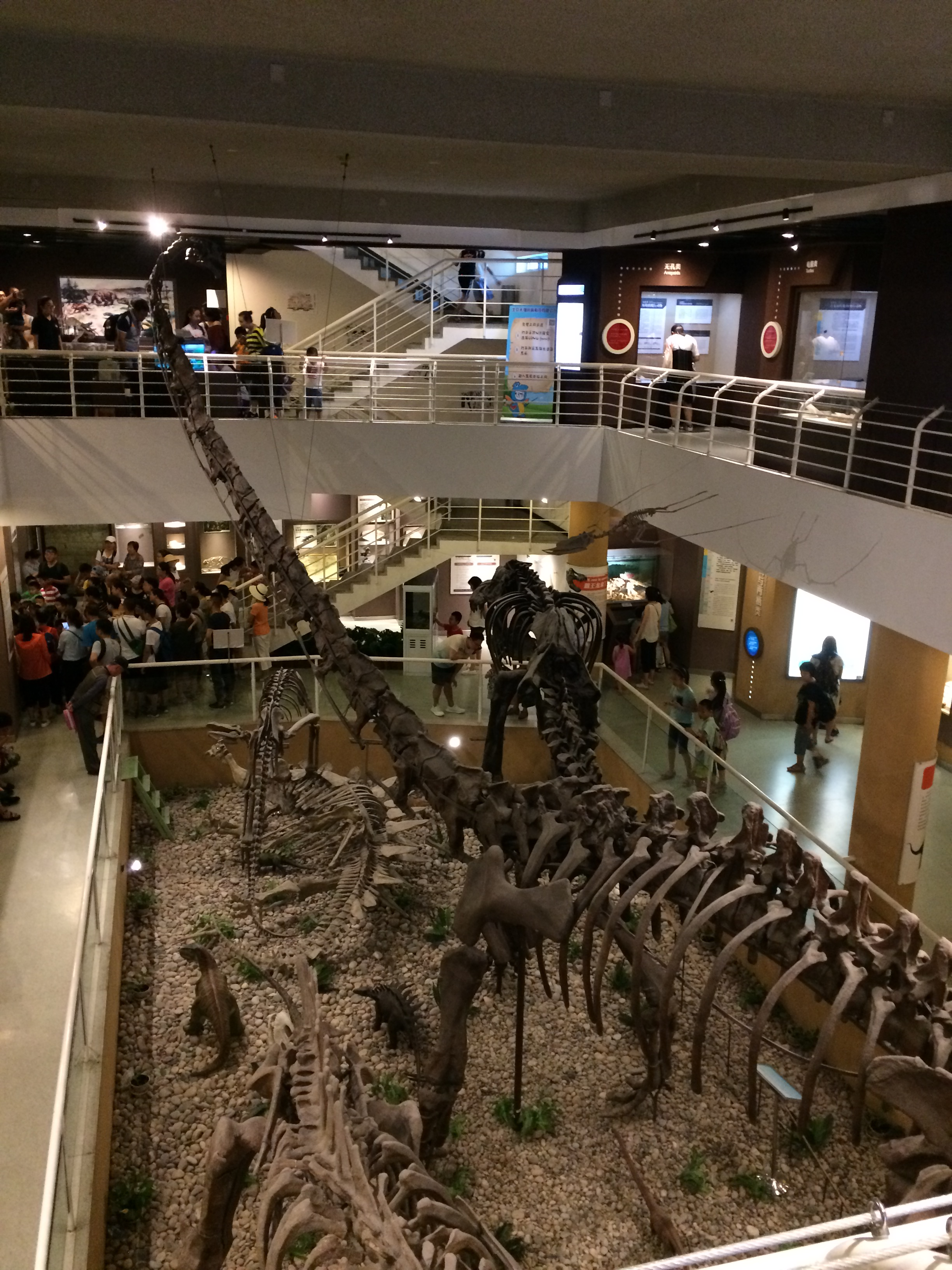
Вид на перший поверх з балкону другого поверху

Перший поверх музею присвячений рибам, амфібіям і мезозойським рептиліям. Центральним елементом є велика інсталяція, на якій розміщені скелети цинтаозавра, маменчизавра, тиранозавра, і скелетну композицію. що складається з монофолозавра, що полює на тоцзянозавра. У входа до експозиції музею розміщена колекція карбонових скам'янілостей з Південного Китаю. Поряд розміщена модель голови дунклеостея. Далі в експозицій, поряд зі скам'янілостями вимерлих риб, таких як гелікопріон і сіногелікопріон, розміщена латимерія в скляній вітрині. 
На іншому кінці музею розміщена експозиція, присвячена доісторичним літаючим істотам. Крім голотипу мікрораптора, розміщені також кілька видів птерозаврів, а також інші тварини, такі як Hyphalosaurus.
На другому поверсі експозиція повністю присвячена мезозойської фауні. Тут розміщені скам'янілості дицинодонтів, такі, як Sinokannemeyeria і лістрозавр. Також на цьому поверсі розміщені експонати таких динозаврів, як Archaeornithomimus, Probactrosaurus, Tienshanosaurus і люфенгозавр- перший динозавр, знайдений в Китаї. Частина експозиції присвячена яйцям динозаврів. 

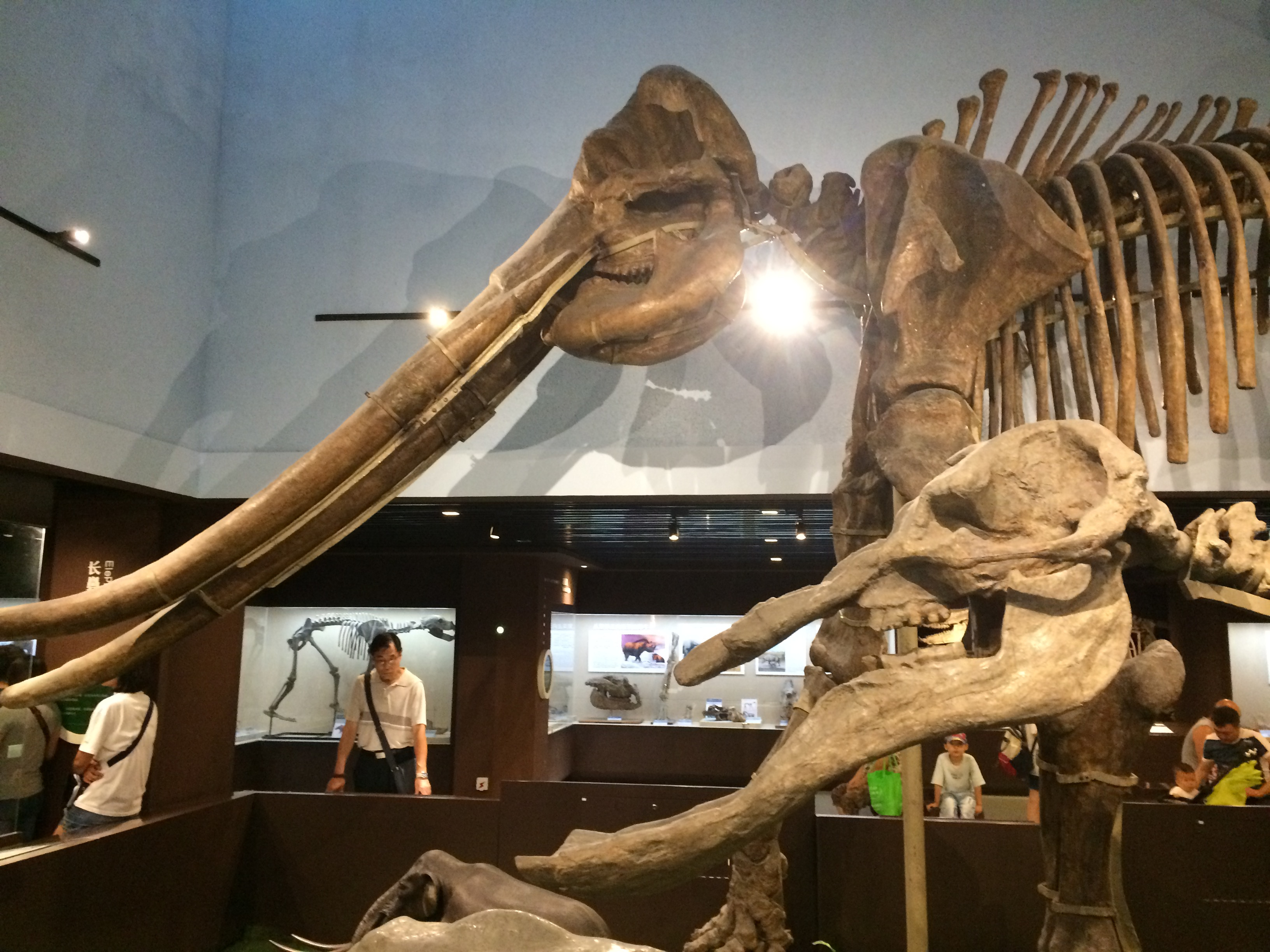
Кайнозойська галерея на третьому поверсі.

Третій поверх присвячений кайнозойським ссавцям. Представлені такі види, як стегодон, платибелодон і рінотитан. Центральним елементом експозіції є череп мамута.

## Галерея

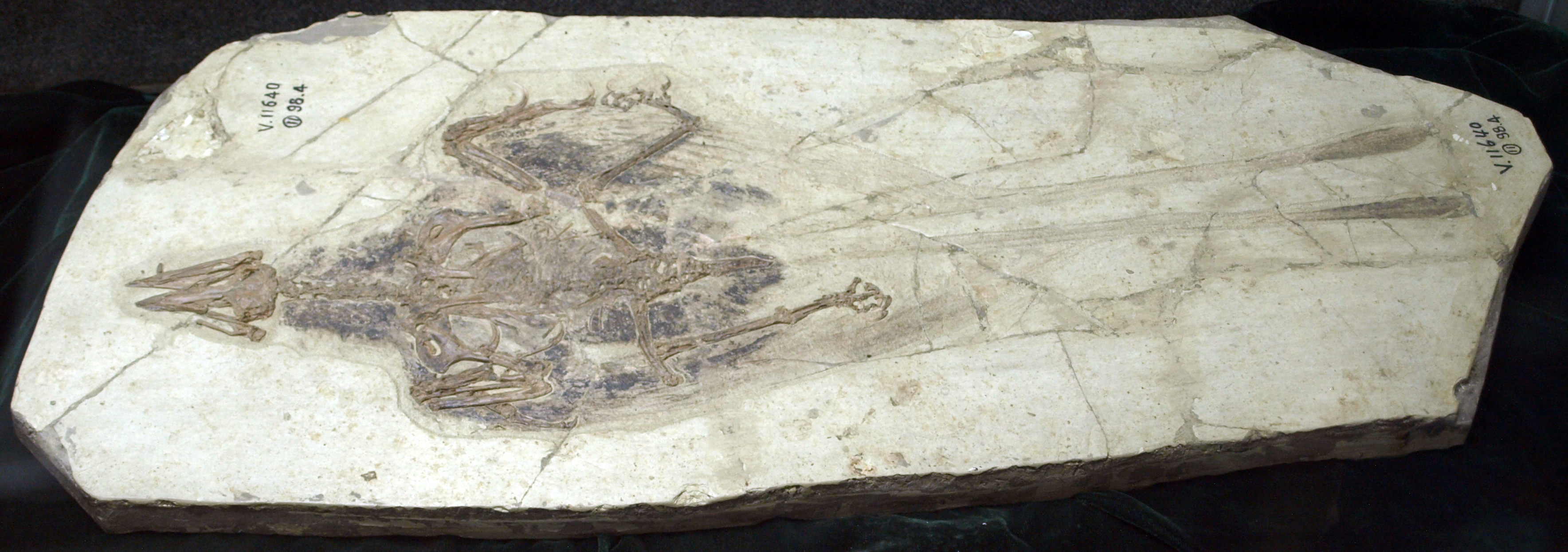
Confuciusornis sanctus
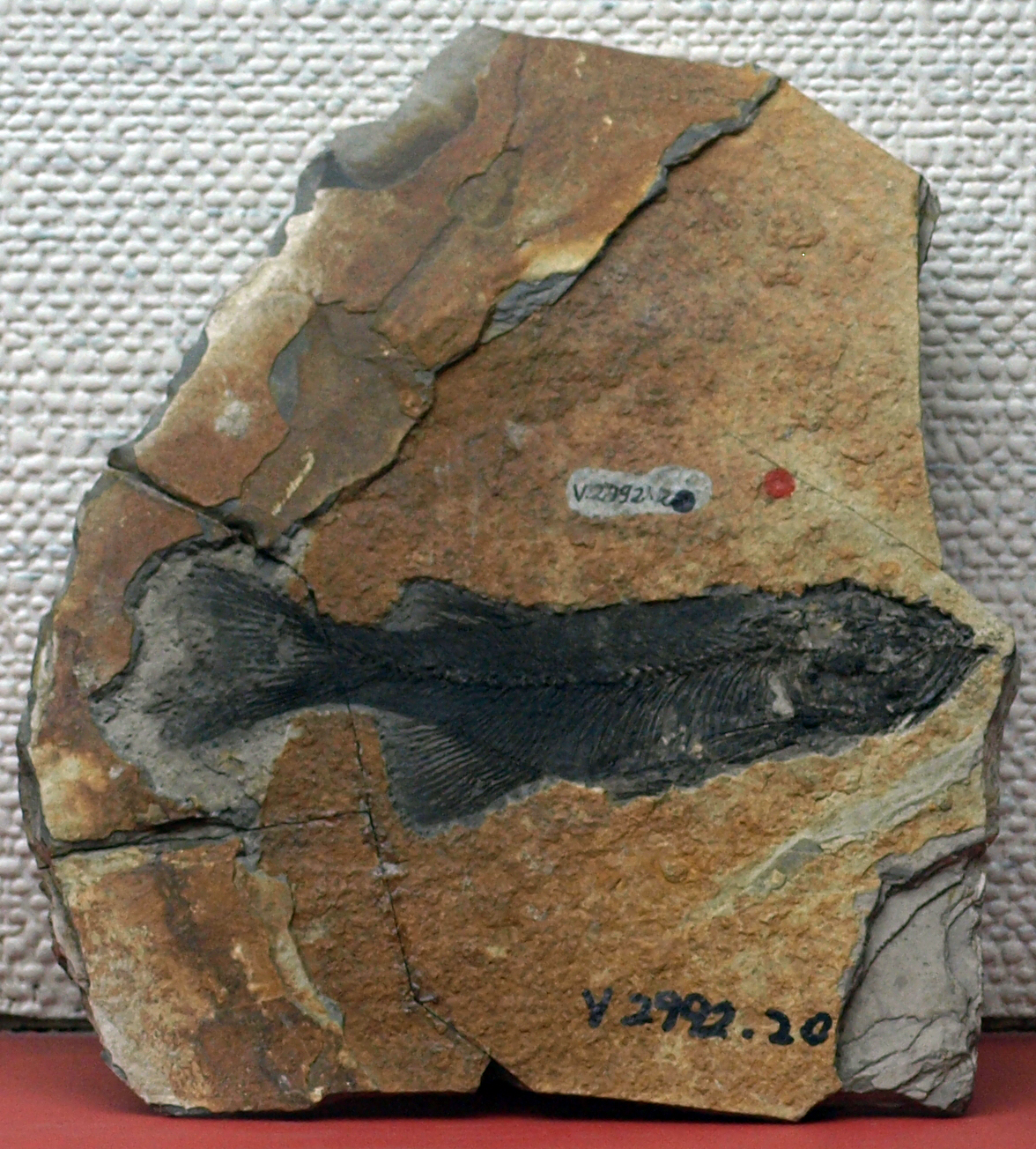
Paralycoptera wui
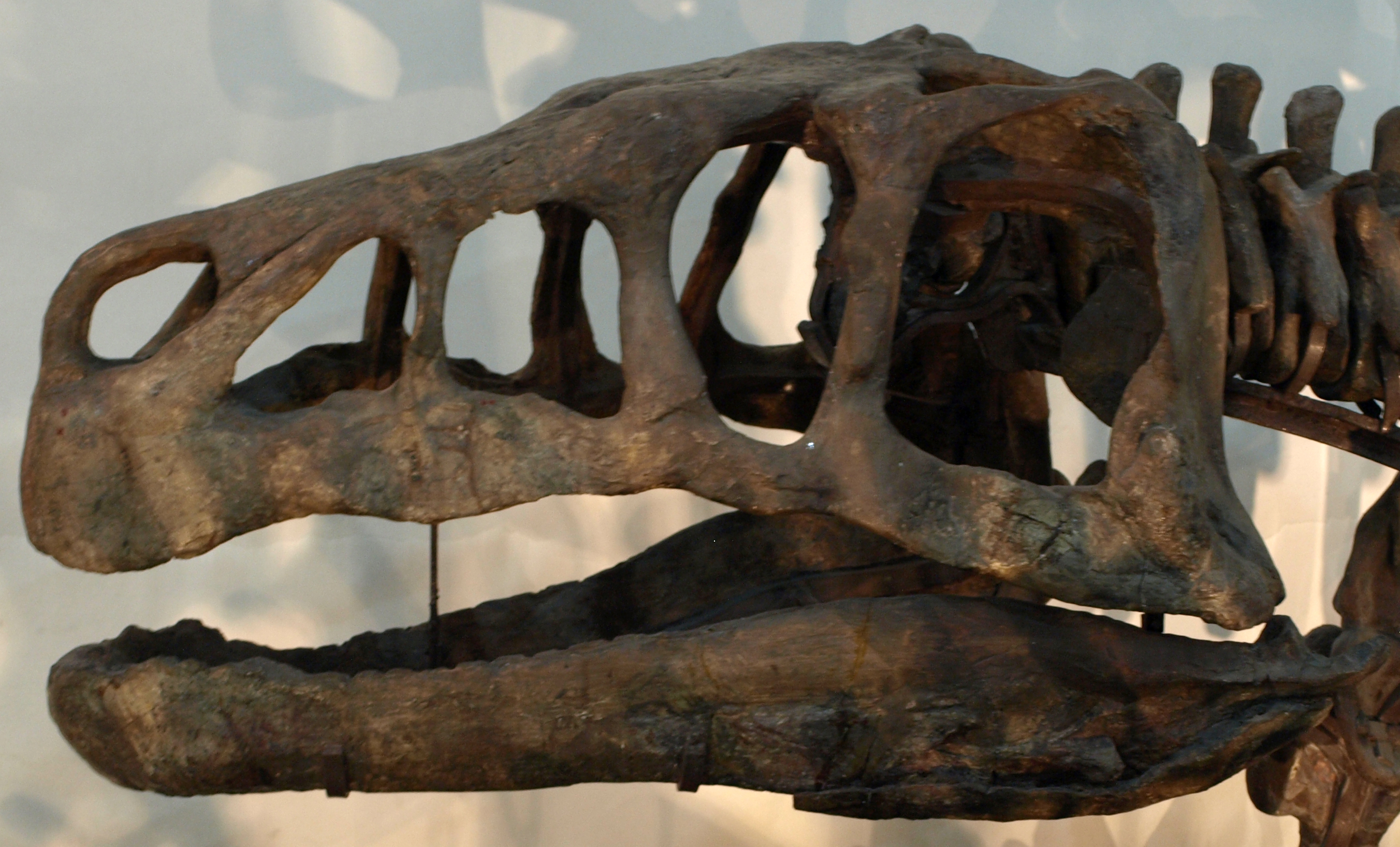
Череп Shansisuchus
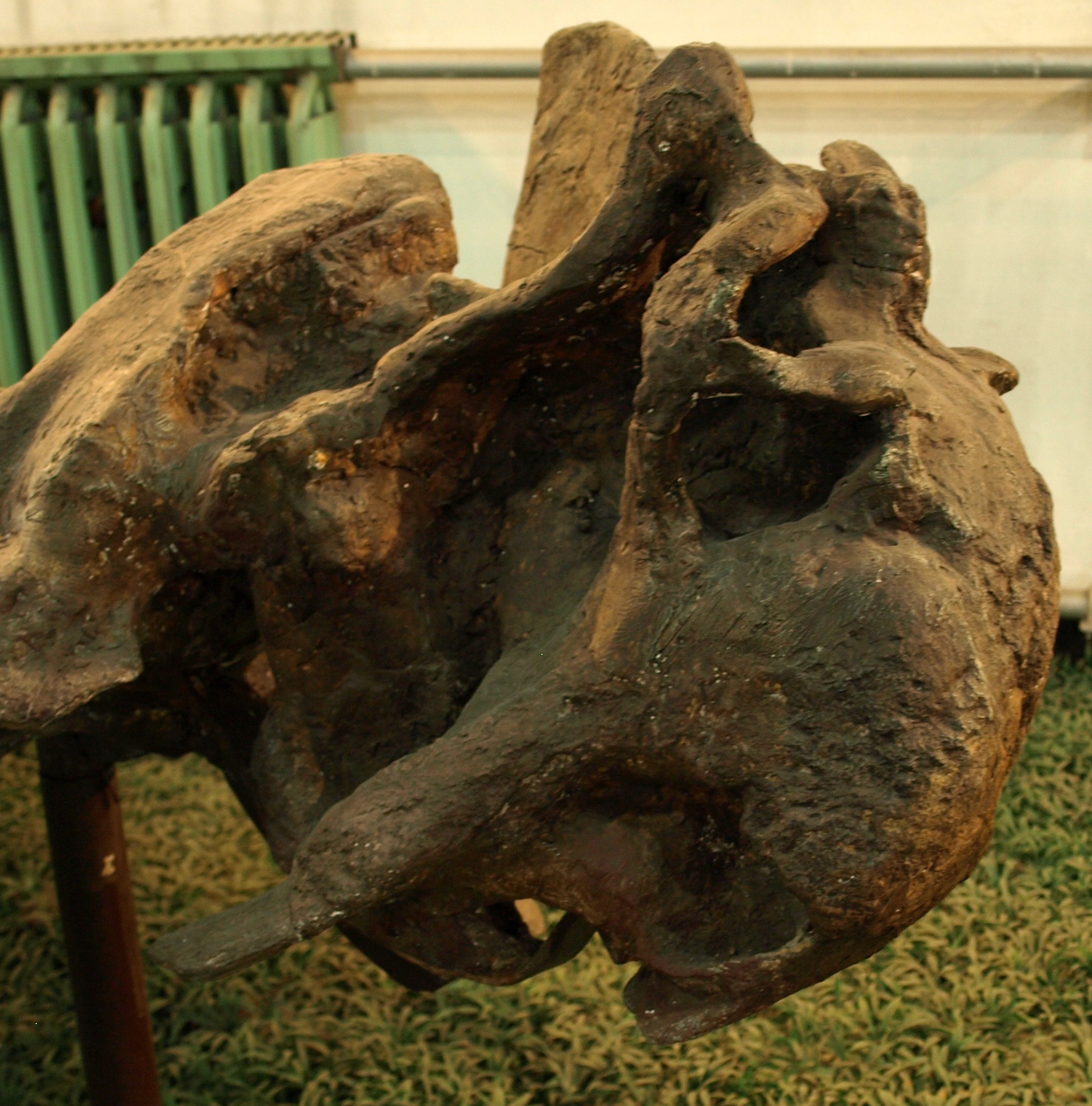
Parakannemeyeria youngi
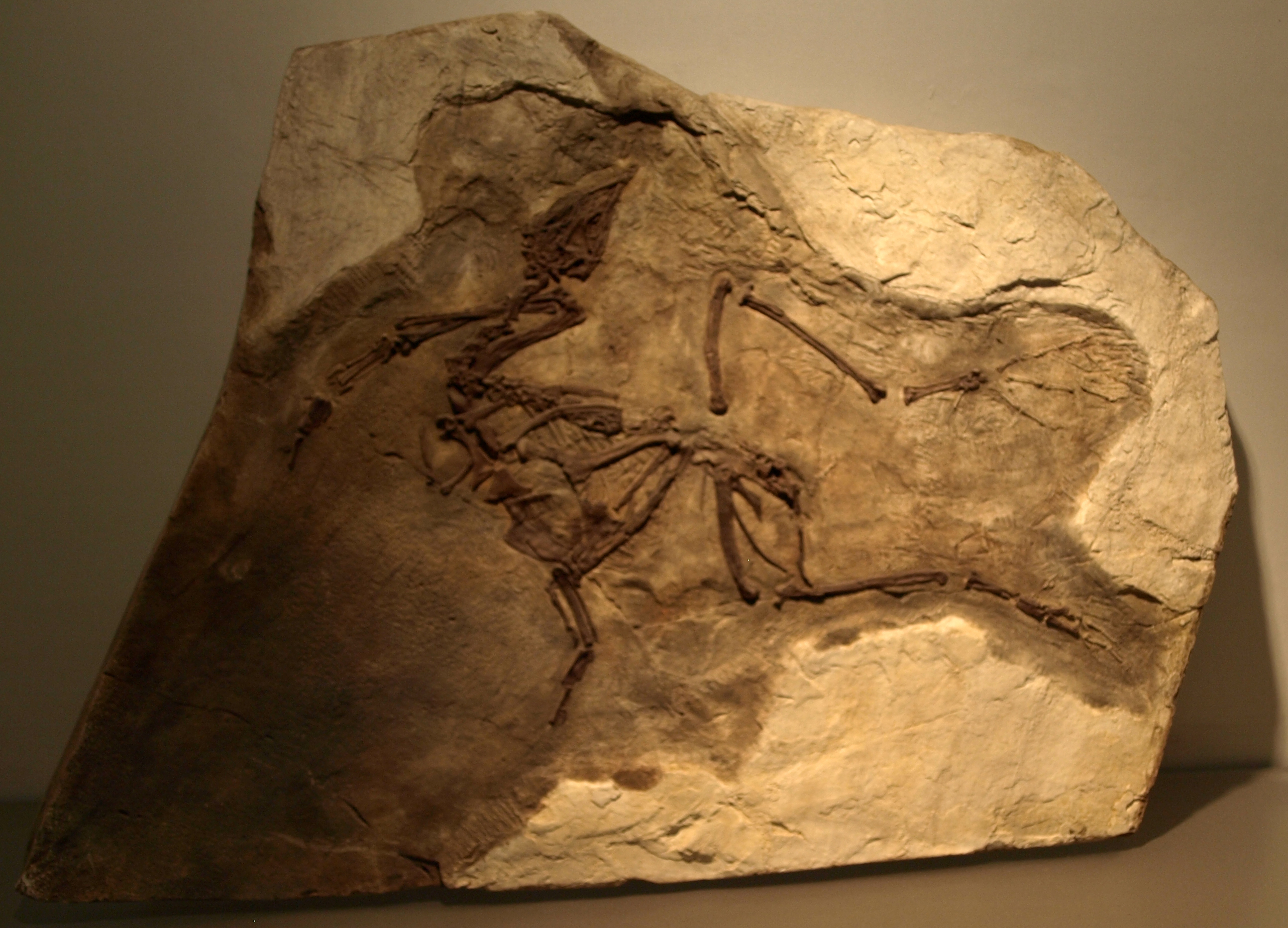
Yixianornis grabaui
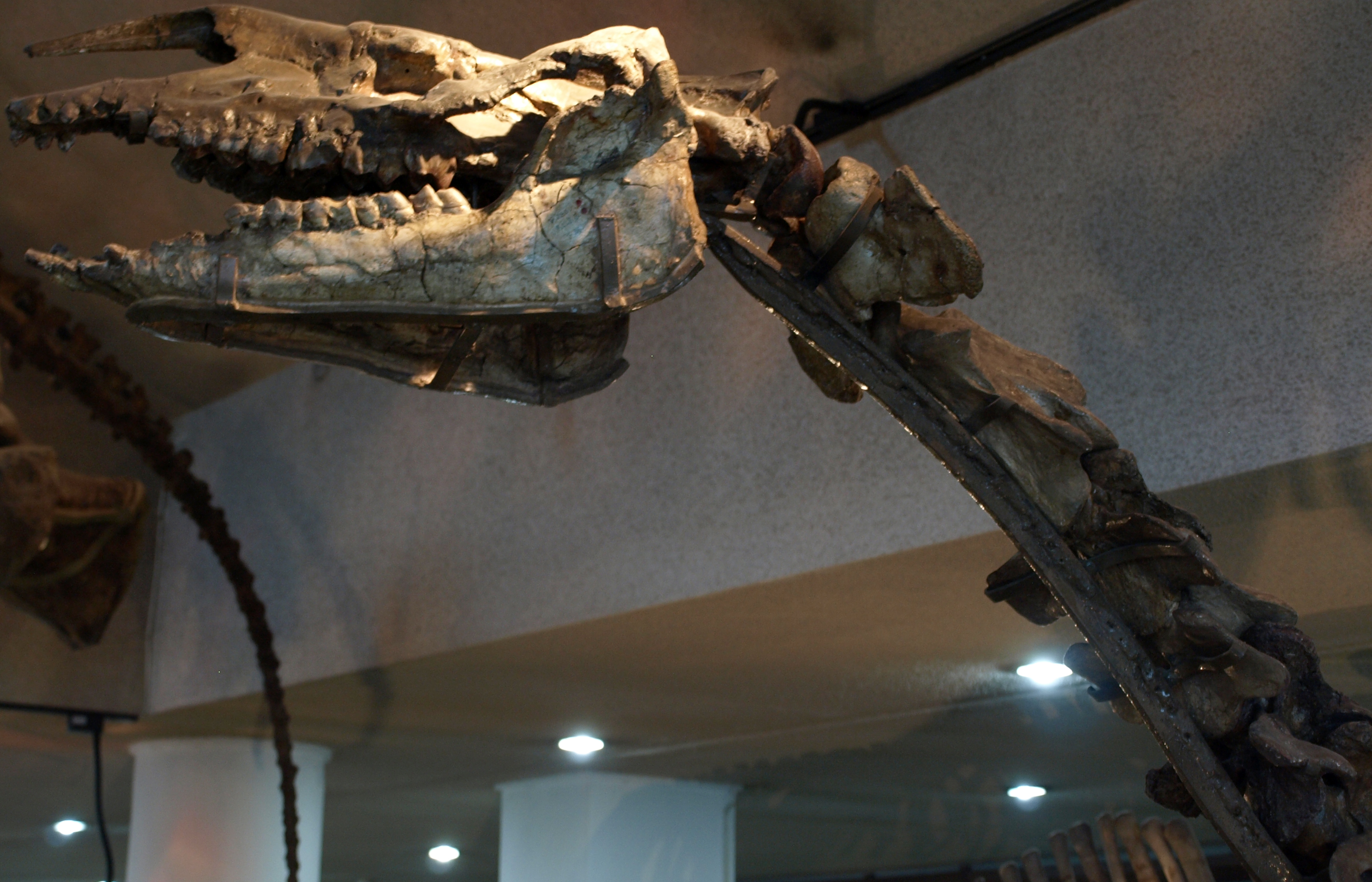
Juxia sharamurenense
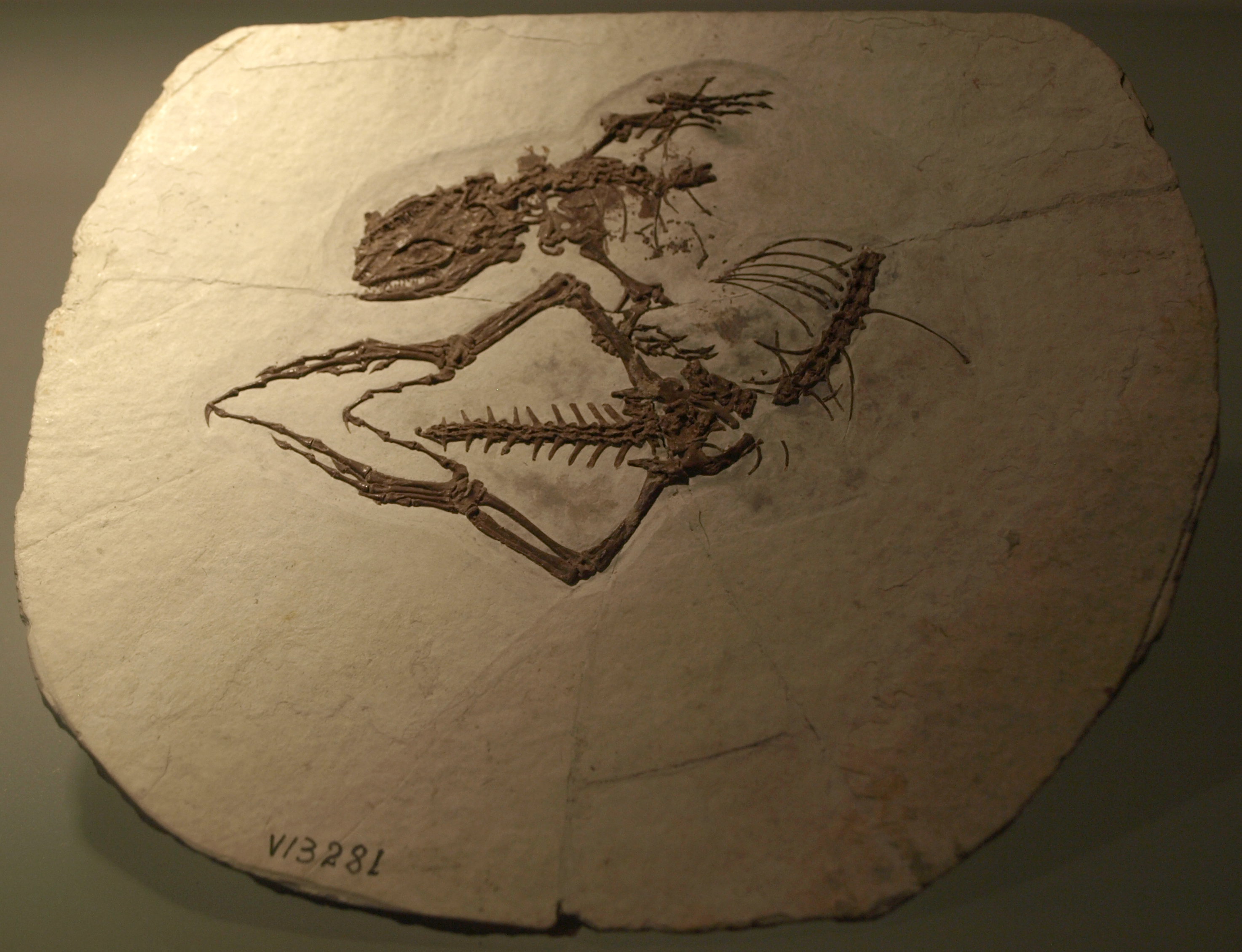
Dalinghosaurus longidigitus
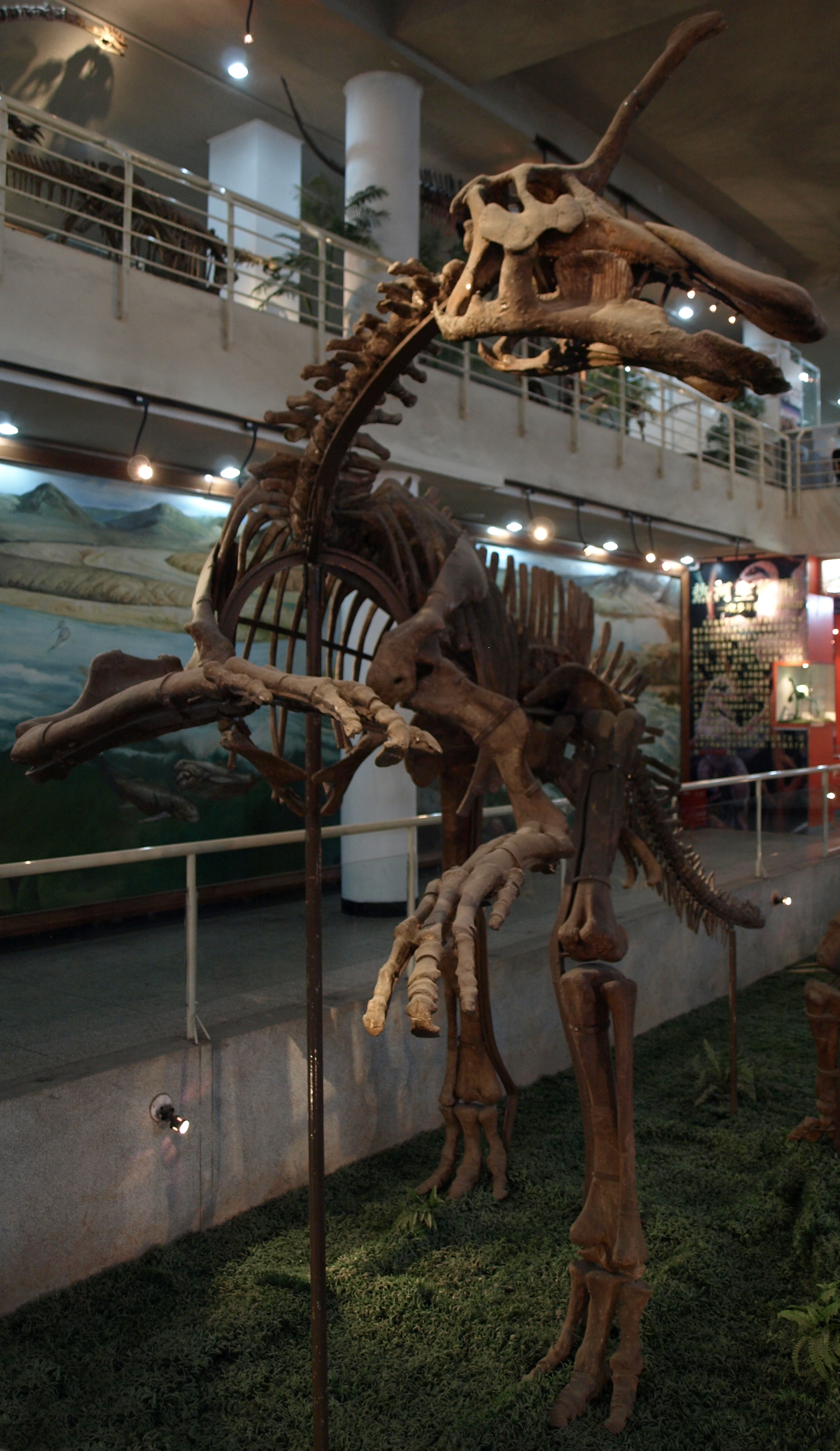
Tsintaosaurus
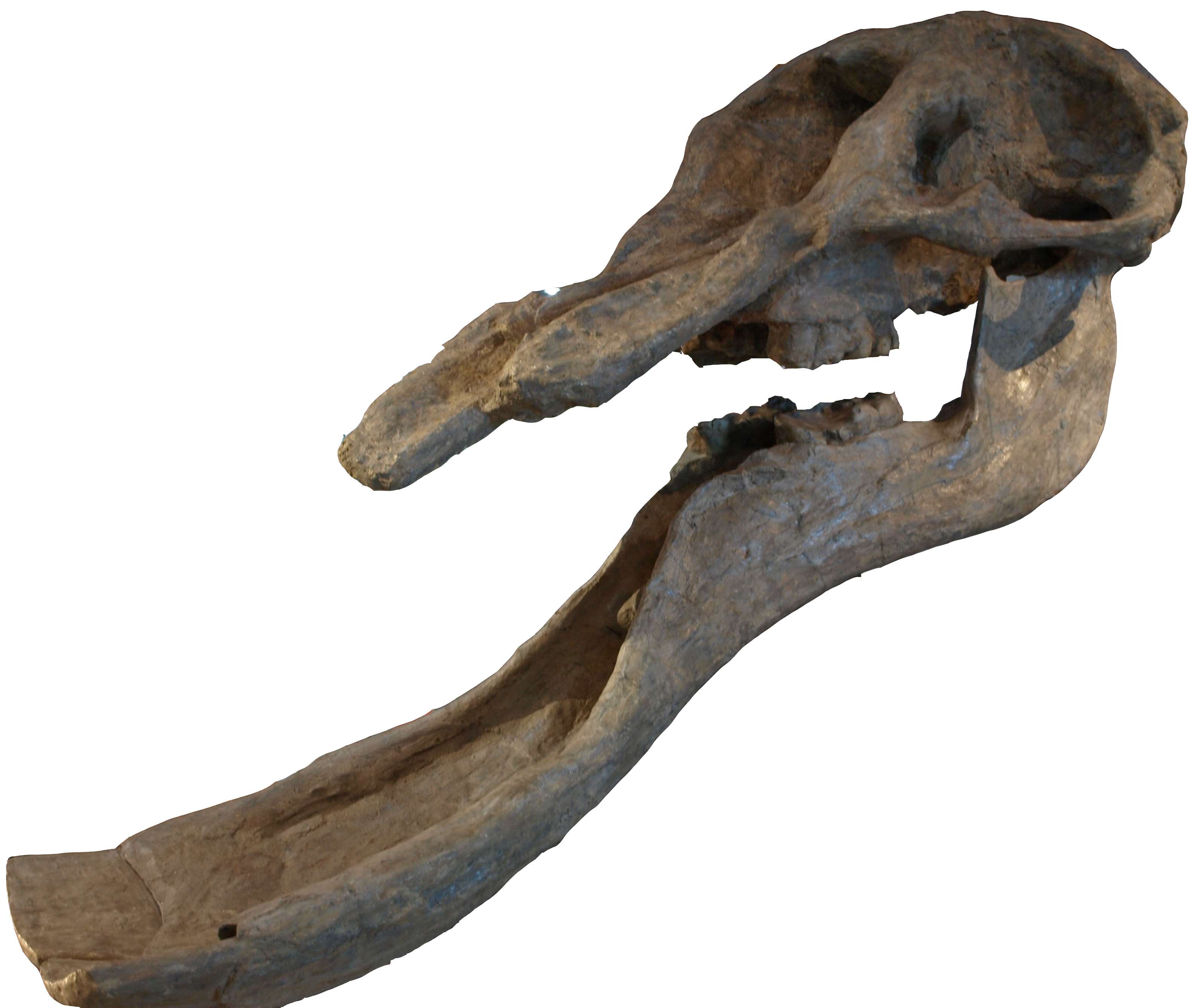
Череп Platybelodon
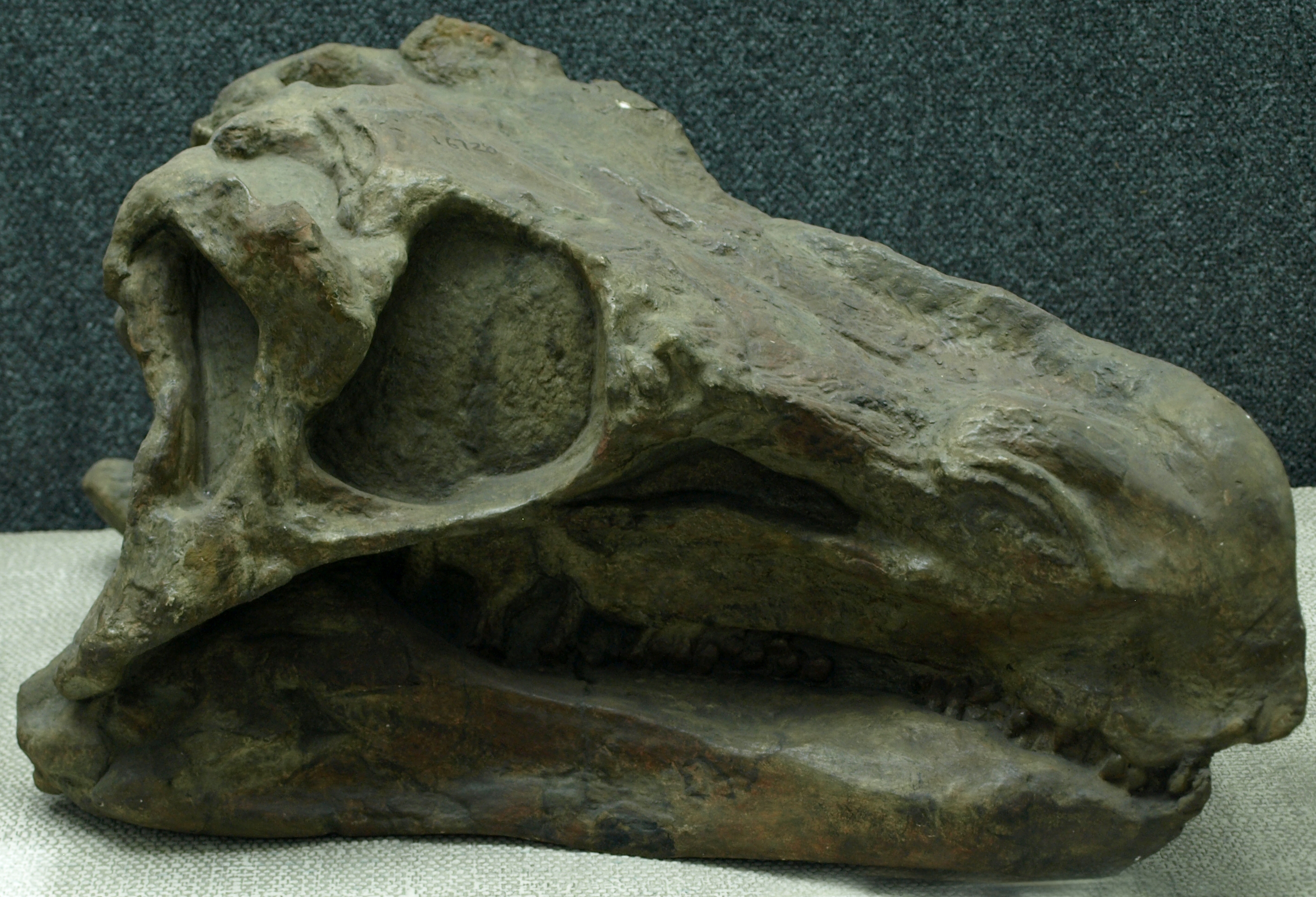
Череп Huayangosaurus
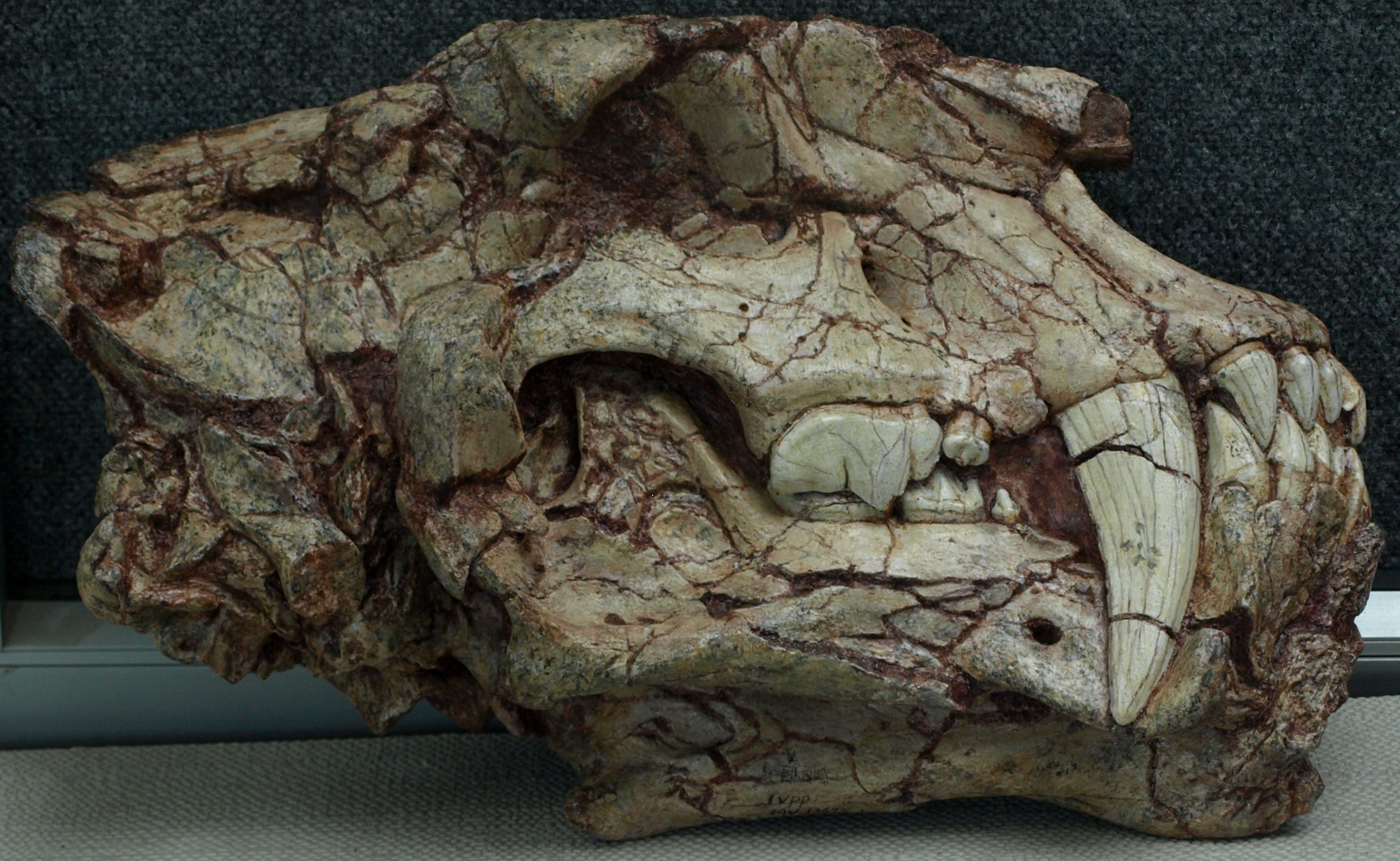
Череп Homotherium
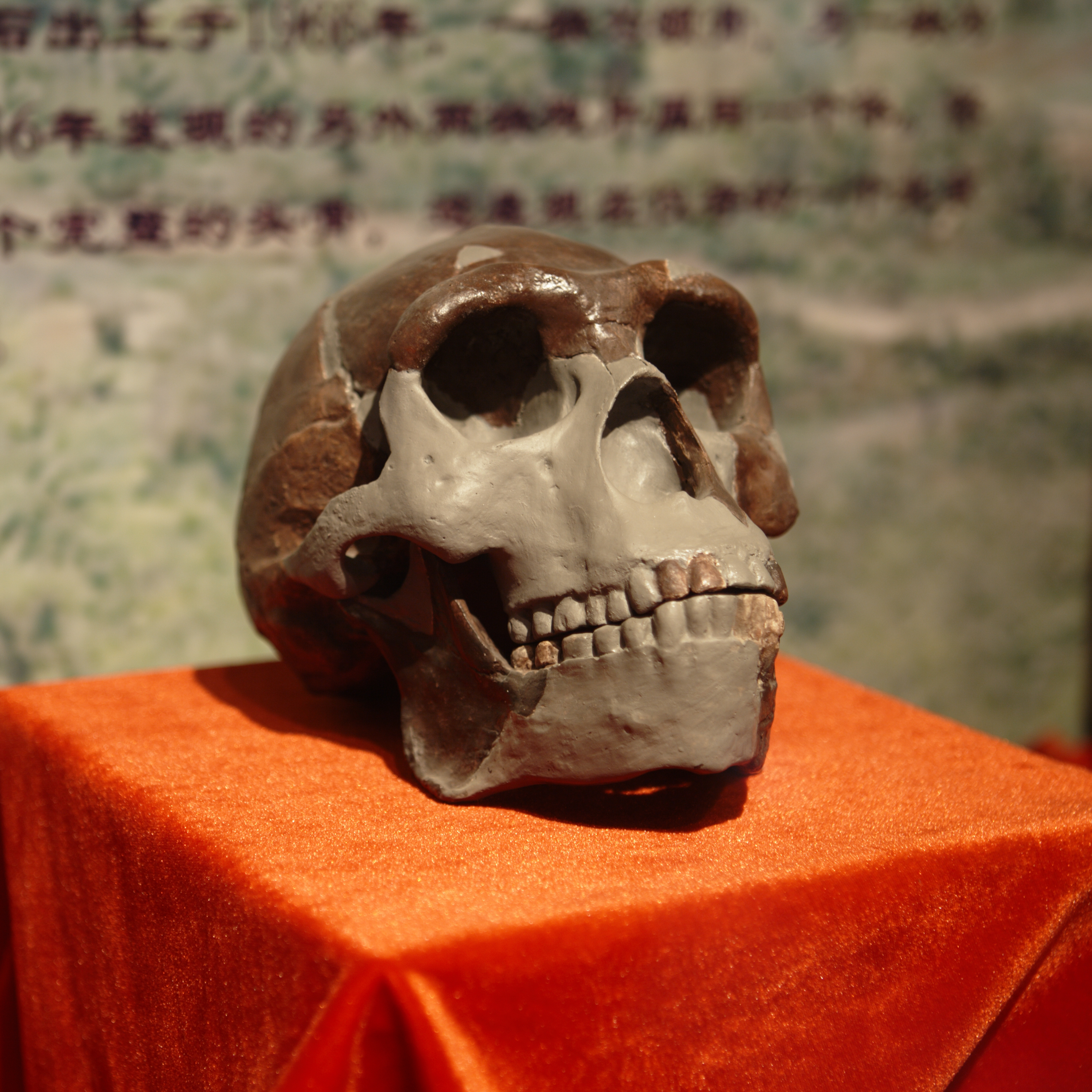
Череп синантропа (репліка)
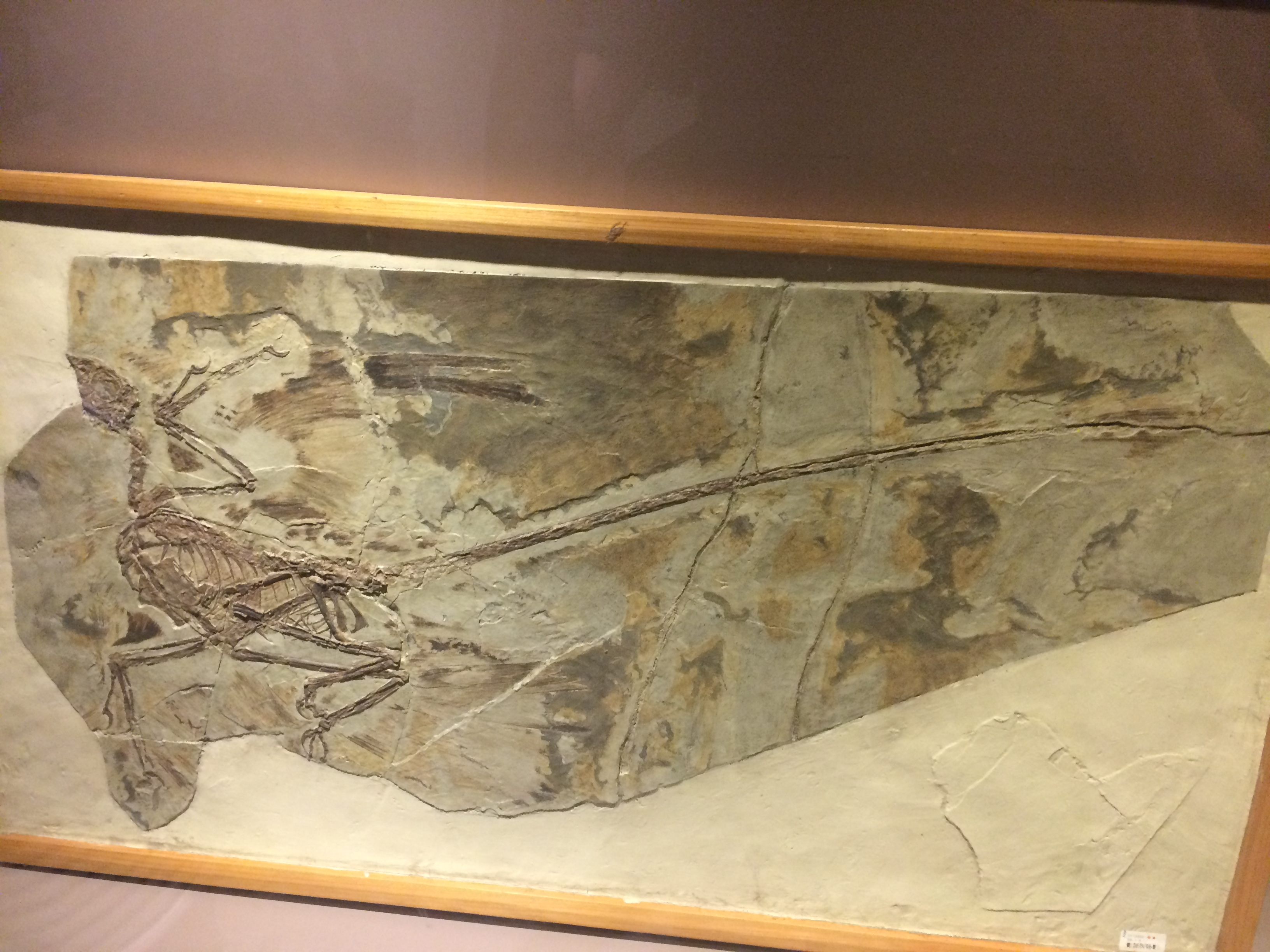
Голотип Microraptor
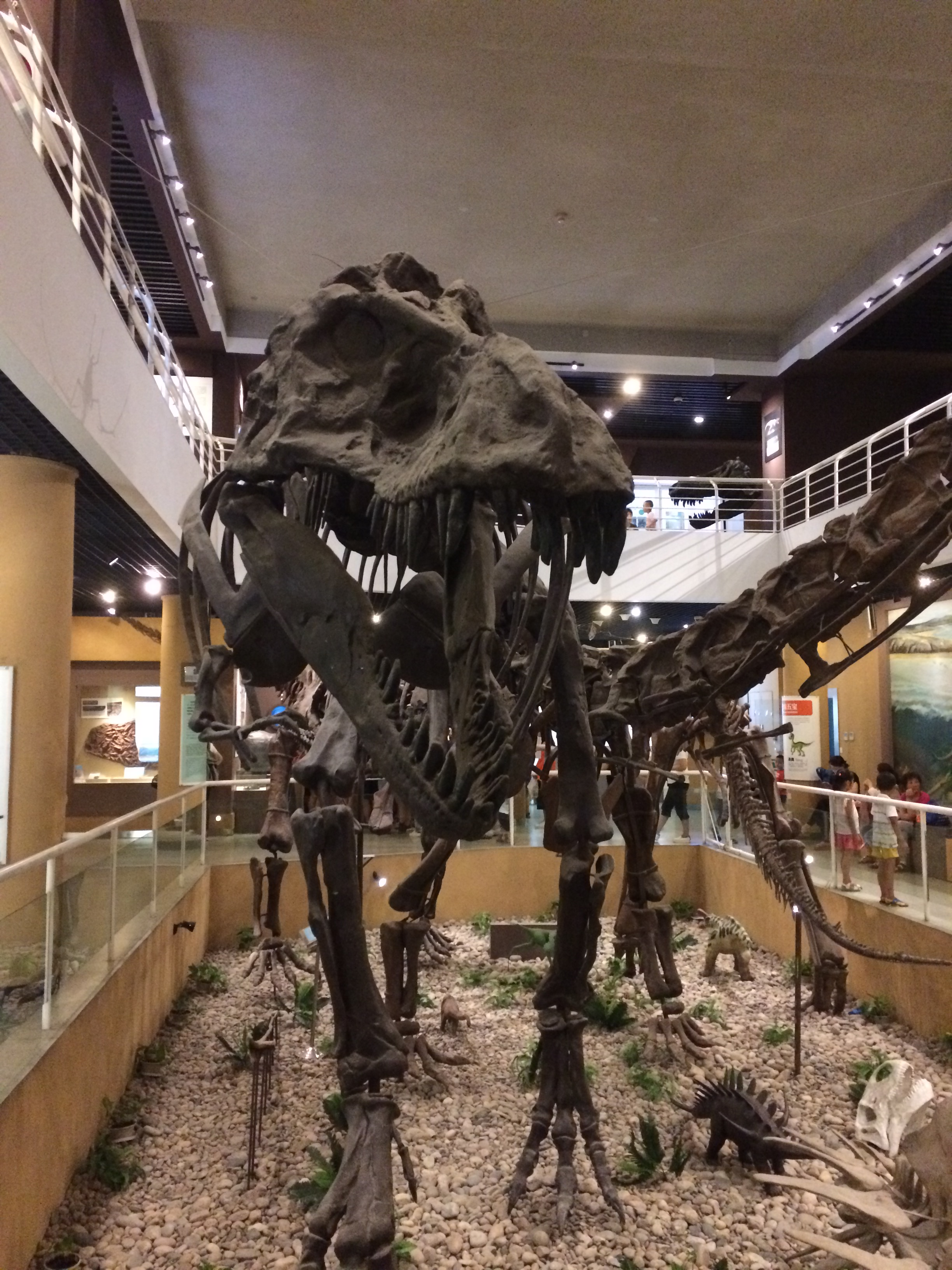
Тиранозавр RTMP 81.6.1(Чорна Красуня) на першому поверсі музею
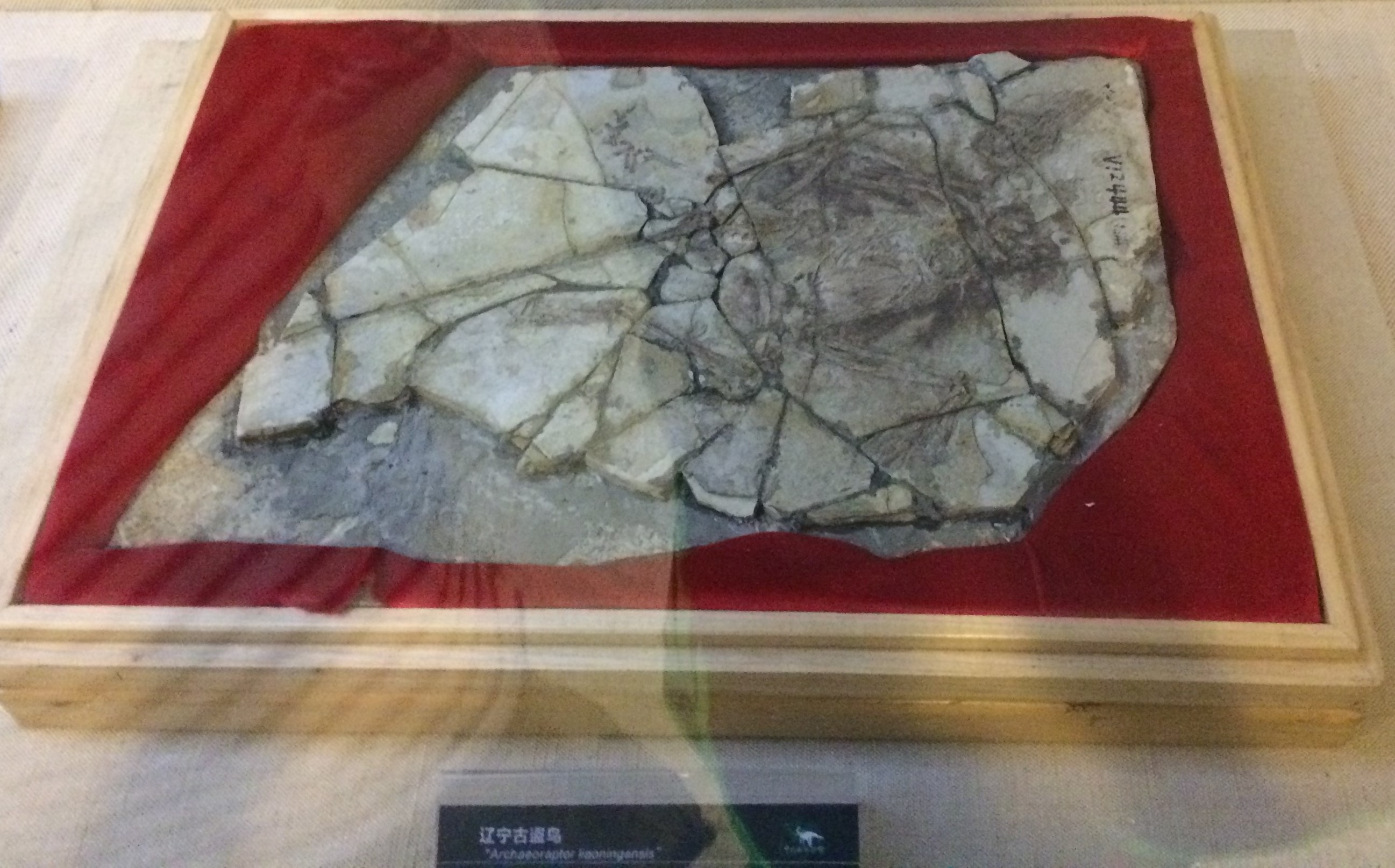
Археораптор
Голотип Lufengosaurus, перший динозавр, знайдений в Китаї
Голотип Dsungaripterus
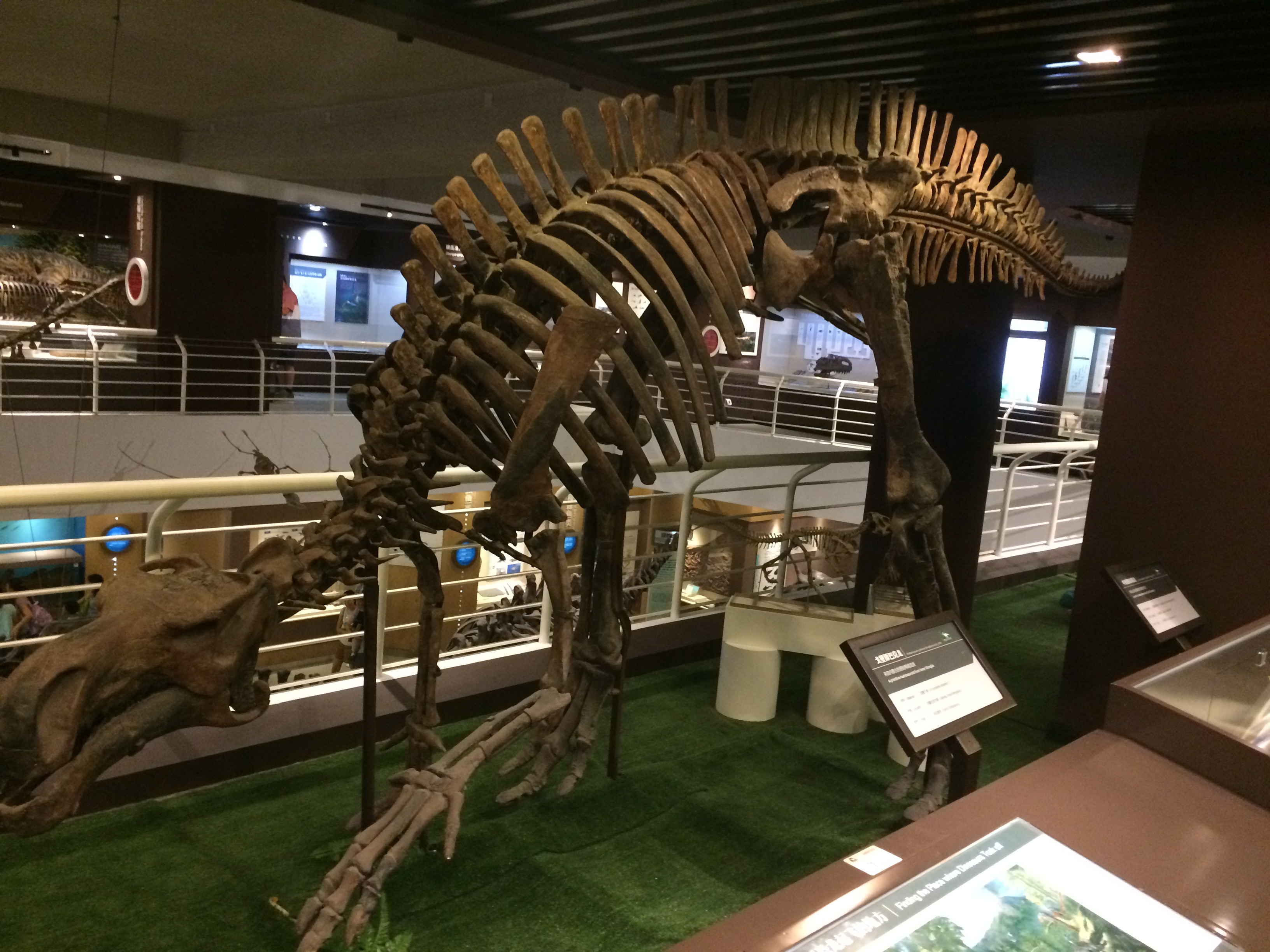
Probactrosaurus
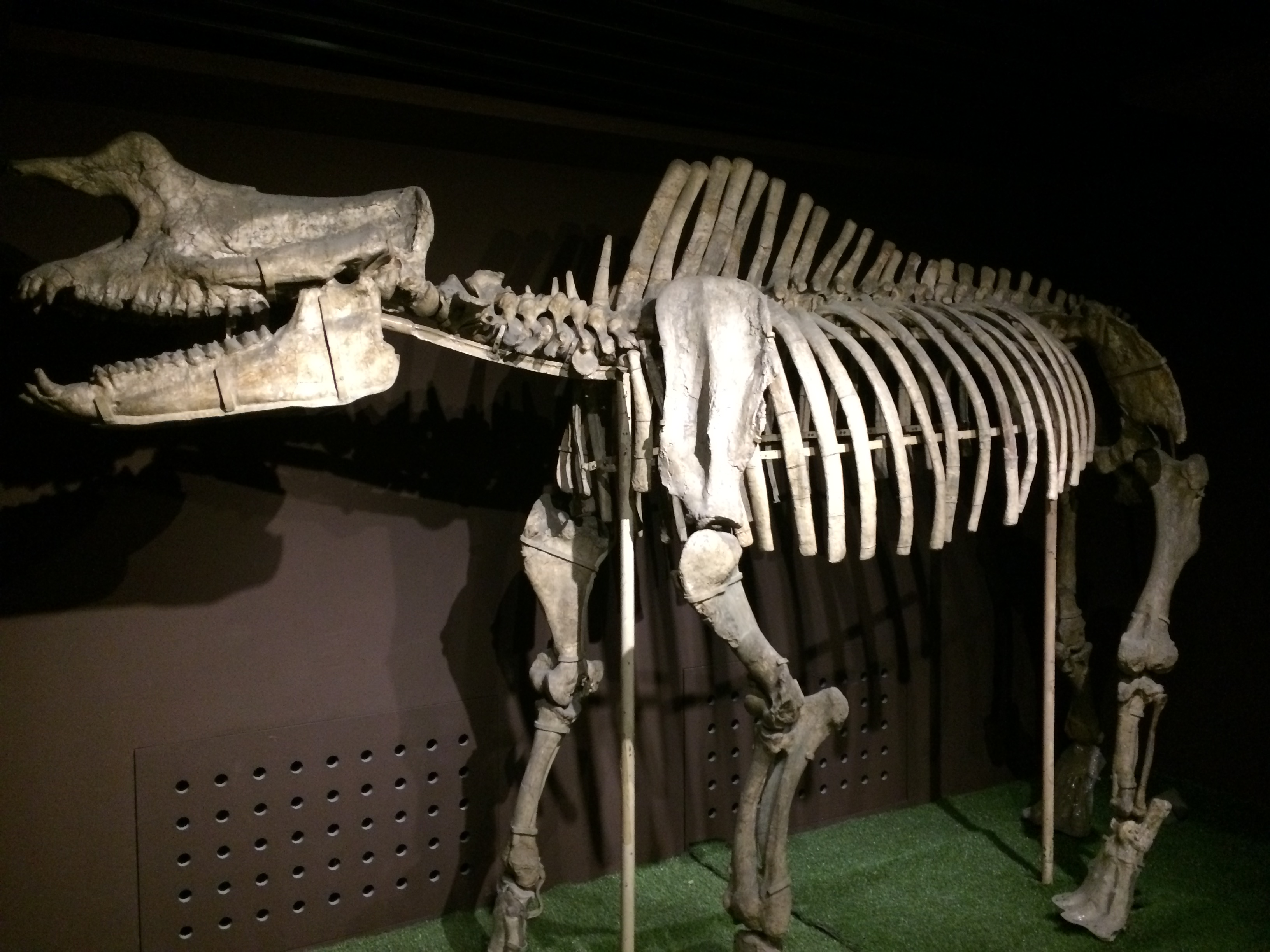
Rhinotitan
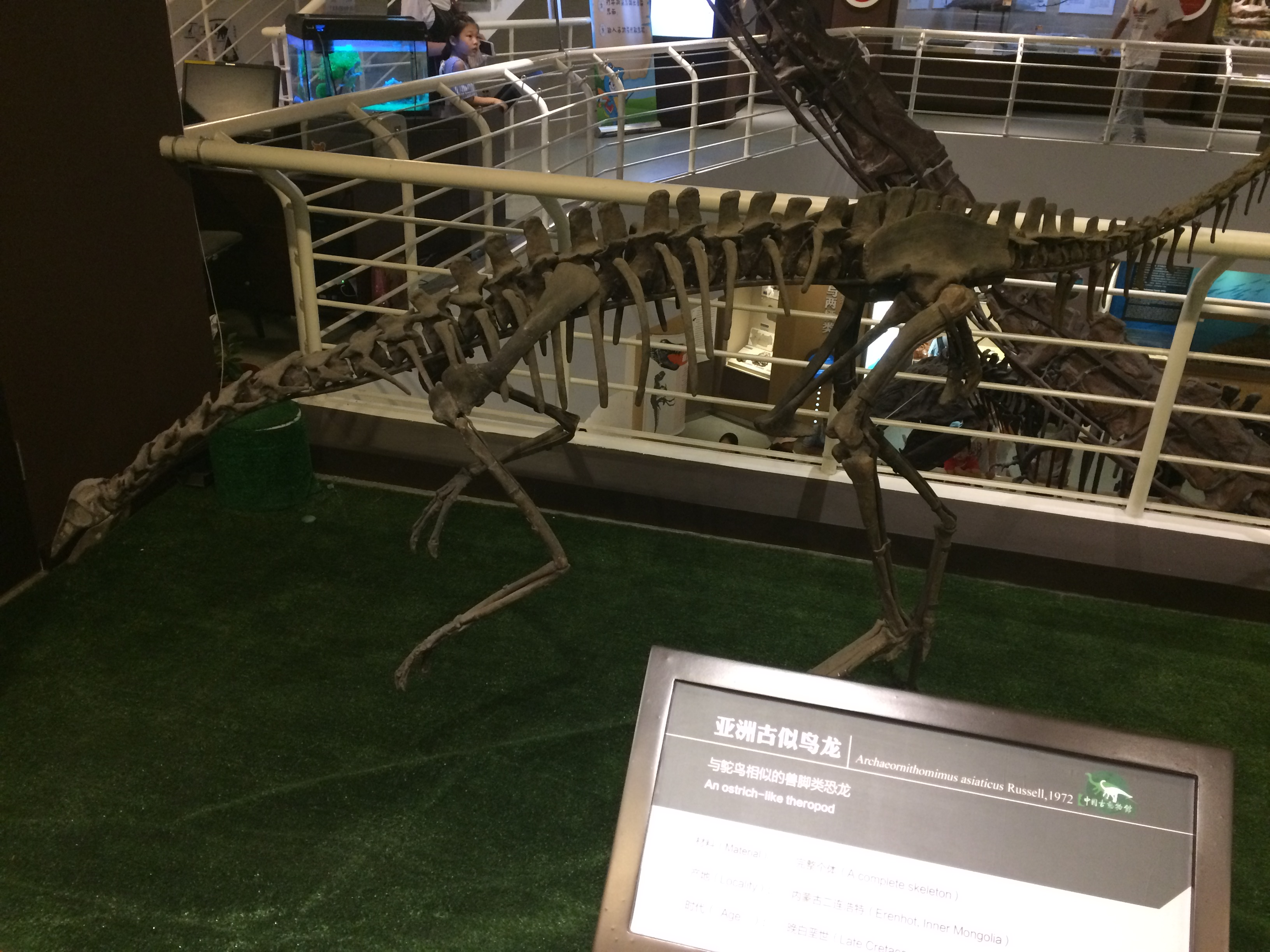
Archaeornithomimus